# 报恩寺 (汾阳)
报恩寺俗称姑姑寺，是一座佛教寺庙、山西省文物保护单位，位于山西省吕梁市汾阳市城内太和桥街道鼓楼北社区豆腐巷北口卫巷街的窄巷中。
报恩寺为木结构古建筑，外观造型立面颇为丰富。内部只有一进院落，山门、大殿和东西配殿均为三开间，山门设前后檐廊。山门和大殿均为绿色琉璃瓦顶。各殿外檐均施以彩画并贴金，颇为华丽。报恩寺正殿依建筑风格判断为元代遗构，其他为明代建筑。
2004年6月10日，报恩寺公布为第四批山西省文物保护单位。